# Federação Turca de Futebol
A Federação Turca de Futebol (em turco, Türkiye Futbol Federasyonu) é a entidade máxima que dirige e controla o futebol (de campo, de salão e de areia) da Turquia. É diretamente vinculada ao Ministério dos Esportes e Juventude do país.
É responsável por comandar o sistema de ligas de futebol da Turquia e de promover as copas nacionais do país (Copa da Turquia e Supercopa da Turquia), além de gerenciar as atividades da Seleção Turca de Futebol.

## Desempenho geral de clubes e seleções
| Evento                                      | Ouro | Prata | Bronze | Total |
| ------------------------------------------- | ---- | ----- | ------ | ----- |
| Futebol                                     |      |       |        |       |
| Copa do Mundo FIFA                          | 0    | 0     | 1      | 1/21  |
| Copa das Confederações FIFA                 | 0    | 0     | 1      | 1/10  |
| Eurocopa                                    | 0    | 0     | 1      | 1/15  |
| Eurocopa Sub-19                             | 1    | 2     | 2      | 5/65  |
| Eurocopa Sub-17                             | 2    | 0     | 1      | 3/37  |
| Copa do Mediterrâneo UEFA–CAF               | 0    | 0     | 1      | 1/5   |
| Jogos do Mediterrâneo                       | 1    | 7     | 2      | 10/18 |
| Jogos Islâmicos da Solidariedade            | 0    | 0     | 1      | 1/3   |
| Liga dos Campeões da UEFA                   | 0    | 0     | 1      | 1/64  |
| Liga Europa da UEFA                         | 1    | 0     | 1      | 2/48  |
| Supercopa da UEFA                           | 1    | 0     | 0      | 1/43  |
| Taça das Regiões da UEFA                    | 0    | 0     | 2      | 2/10  |
| Copa dos Balcãs                             | 3    | 1     | 3      | 7/27  |
| Copa ECO                                    | 3    | 2     | 0      | 5/6   |
| Futebol de Areia                            |      |       |        |       |
| Taça Europeia de Clubes de Futebol de Praia | 0    | 0     | 1      | 1/7   |
| Total                                       | 12   | 12    | 17     | 41    |